# Ante Rožić
Ante Rožić (ur. 8 marca 1986 w Bankstown) – chorwacki piłkarz występujący na pozycji obrońcy; posiada również obywatelstwo australijskie. Syn innego piłkarza, Vedrana Rožicia.

## Kariera klubowa
Rožić urodził się w Australii, gdzie kończył karierę jego ojciec, Vedran Rožić. W 1996 roku jego rodzina wróciła do Chorwacji, gdzie Ante zapisał się do szkoły piłkarskiej. Karierę zawodniczą rozpoczął w juniorskim zespole Hajduka Split. W seniorskiej drużynie tego klubu rozegrał on jedno spotkanie w rozgrywkach Pucharu Chorwacji w 2003 roku.
W sezonie 2005/2006 Rožić został wypożyczony do NK Mosor, gdzie wystąpił w 15 meczach i strzelił 3 bramki. W rundzie jesiennej sezonu 2006/2007 grał w HNK Cibalii, a w rundzie wiosennej w NK Zadar. Na kolejne rozgrywki został wypożyczony do HNK Trogir. W sezonie 2008/2009 był podstawowym zawodnikiem Trogiru, zaliczając 12 spotkań. 25 stycznia 2009 roku podpisał kontrakt z francuskim CS Sedan.
W lipcu 2010 roku Rožić został piłkarzem Arki Gdynia. W Ekstraklasie zadebiutował 11 września w zremisowanym 1:1 meczu przeciwko Widzewowi Łódź. Po roku reprezentowania polskiego zespołu przeniósł się do australijskiego klubu Gold Coast United. 29 września 2012 roku (jako wolny zawodnik) przeszedł do ukraińskiego Metałurha Zaporoże. W Premier-lidze wystąpił on w 1 spotkaniu, przegranym przez jego zespół 0:5 z Worskłą Połtawa. Po dwóch miesiącach jego umowa została anulowana za porozumieniem stron
W marcu 2013 roku Rožić podpisał kontrakt z tajskim zespołem Suphanburi FC.

## Kariera reprezentacyjna
Ante Rožić w latach 2002–2006 zaliczył 16 występów w juniorskich reprezentacjach Chorwacji (kategorie U-16, U-17, U-19 i U-20). W marcu 2005 roku wystąpił w przegranym 0:1 towarzyskim meczu przeciwko Polsce U-19.